# Forq
Forq este o formație de jazz fusion din Texas, Statele Unite ale Americii.
Forq a fost fondată de către Michael League, membru al Snarky Puppy, împreună cu chitaristul Adam Rogers, clăparul Henry Hey și bateristul Jason "JT" Thomas. Hey a fost anterior un membru al trupei Rudder și a cântat în câteva concerte cu Snarky Puppy înainte de a sugera o colaborare cu Leaque, începând cu câteva spectacole live în New York City. Grupul a lansat un album de debut autointitulat, pe label-ul lui Snarky Puppy, GroundUP Music, în 2014. Rogers a părăsit grupul și a fost înlocuit de chitaristul Chris McQueen al Snarky Puppy, în 2015, înainte de un tur al Europei. Cel de-al doilea album se numește Batch și a fost lansat în iunie 2015. Formația a cântat la GroundUp Festival în luna februarie 2017 și au lansat un al treilea album, Threq, la jumătatea anului 2017.

## Discografie
- Forq (GroundUP Music, 2014)
- Lot (GroundUP Music, 2015)
- Threq (GroundUP Music, 2017)